# Scraptia indica
Scraptia indica là một loài bọ cánh cứng trong họ Scraptiidae. Loài này được Motschulsky miêu tả khoa học năm 1863.